# Hilde Levi
Hilde Levi (née le 9 mai 1909 – morte le 26 juillet 2003) est une physicienne germano-danoise. Elle est une pionnière de l'utilisation des radioisotopes en biologie et en médecine, surtout pour la datation par le carbone 14 et l'autoradiographie. Elle s'est également intéressée à l'histoire des sciences, produisant notamment une biographie de George de Hevesy.

## Biographie
Hilde Levi naît dans une famille juive non-religieuse à Francfort-sur-le-Main le 9 mai 1909, fille d'Adolf Levi et de Clara (née Reis). Elle a un frère aîné, Edwin. Musicienne précoce, elle apprend le piano à un jeune âge.
Elle fait des études doctorales à l'Institut Fritz-Haber de la Société Max-Planck de Berlin-Dahlem, produisant une thèse sur les halogénures de métaux alcalins sous la supervision de Peter Pringsheim (de) et Fritz Haber. Au moment de la fin de ses études en 1934, le Parti national-socialiste des travailleurs allemands prend le pouvoir et les Juifs ne sont plus admis dans des postes académiques. Levi déménage ainsi au Danemark, où elle est engagée à l'Institut Niels Bohr de physique théorique de l'université de Copenhague. Travaillant avec James Franck et George de Hevesy, elle publie plusieurs articles sur l'utilisation de substances radioactives en biologie.
Lorsque les Nazis commencent à rassembler les Juifs danois en septembre 1943, Levi fuit en Suède, où elle travaille pour le biologiste John Runnström au Wenner-Gren Institute for Experimental Biology de Stockholm.